# Französische Rugby-Union-Meisterschaft 1983/84
Die Saison 1983/84 war die 85. Austragung der französischen Rugby-Union-Meisterschaft (französisch Championnat de France de rugby à XV). Sie umfasste 40 Mannschaften in der ersten Division (heutige Top 14).
Zwar bestand die erste Division wie in den Vorjahren nominell aus zwei Stärkeklassen mit je 40 Mannschaften. Da sich aber keine Mannschaften aus der unteren Stärkeklasse für die Finalphase qualifizieren konnten, ergab sich dadurch faktisch eine Zweiteilung.
Die Meisterschaft begann mit der Gruppenphase, bei der in fünf Gruppen je acht Mannschaften gegeneinander antraten. Die Erst- und Zweitplatzierten qualifizierten sich direkt für das Achtelfinale, die Dritt- und Viertplatzierten sowie die zwei besten Fünftplatzierten trugen eine Barrage um die Teilnahme an der Finalphase aus. Vier der fünf Achtplatzierten mussten in die zweite Division absteigen, während der beste Achtplatzierte weiterhin in der ersten Division verblieb. Davon betroffen waren die US Bressane, die SA Hagetmau, der Paris Université Club und der CS Vienne. Es folgten Achtel-, Viertel- und Halbfinale. Im Endspiel, das am 26. Mai 1984 im Parc des Princes in Paris stattfand, trafen die zwei Halbfinalsieger aufeinander und spielten um den Bouclier de Brennus. Dabei setzte sich die AS Béziers gegen die SU Agen durch und errang zum elften Mal den Meistertitel.

## Gruppenphase
|    | Team               | Siege | Unent. | Ndlg. | Spiel- punkte | Diff. | Tabellen- punkte |
| -- | ------------------ | ----- | ------ | ----- | ------------- | ----- | ---------------- |
| 1. | AS Béziers         | 10    | 2      | 2     | 343:155       | + 188 | 22               |
| 2. | Stadoceste Tarbais | 8     | 1      | 5     | 215:167       | + 48  | 17               |
| 3. | RC Hyères          | 8     | 1      | 5     | 185:165       | + 20  | 17               |
| 4. | FC Oloron          | 6     | 1      | 7     | 107:221       | − 114 | 13               |
| 5. | US Montauban       | 6     | 1      | 7     | 174:146       | + 28  | 13               |
| 6. | Stade Bagnérais    | 6     | 0      | 8     | 198:207       | − 9   | 12               |
| 7. | US Carcassonne     | 5     | 0      | 9     | 139:253       | − 114 | 10               |
| 8. | Castres Olympique  | 4     | 0      | 10    | 170:217       | − 47  | 8                |

|    | Team              | Siege | Unent. | Ndlg. | Spiel- punkte | Diff. | Tabellen- punkte |
| -- | ----------------- | ----- | ------ | ----- | ------------- | ----- | ---------------- |
| 1. | SC Graulhet       | 9     | 2      | 3     | 221:123       | + 98  | 20               |
| 2. | FC Grenoble       | 9     | 1      | 4     | 196:120       | + 76  | 19               |
| 3. | RRC Nice          | 8     | 2      | 4     | 272:147       | + 125 | 18               |
| 4. | RC Toulon         | 8     | 2      | 4     | 276:184       | + 92  | 18               |
| 5. | CA Brive          | 8     | 1      | 5     | 212:166       | + 46  | 17               |
| 6. | SC Angoulême      | 5     | 1      | 8     | 185:259       | − 74  | 11               |
| 7. | La Voulte Sportif | 2     | 1      | 11    | 137:264       | − 127 | 5                |
| 8. | CS Vienne         | 2     | 0      | 12    | 131:367       | − 236 | 4                |

|    | Team                  | Siege | Unent. | Ndlg. | Spiel- punkte | Diff. | Tabellen- punkte |
| -- | --------------------- | ----- | ------ | ----- | ------------- | ----- | ---------------- |
| 1. | SU Agen               | 8     | 2      | 4     | 241:117       | + 124 | 18               |
| 2. | US Dax                | 8     | 2      | 4     | 282:213       | + 69  | 18               |
| 3. | FC Lourdes            | 8     | 2      | 4     | 249:171       | + 78  | 18               |
| 4. | Stade Toulousain      | 8     | 2      | 4     | 262:126       | + 136 | 18               |
| 5. | SC Tulle              | 6     | 4      | 4     | 183:208       | − 25  | 16               |
| 6. | Stade Rochelais       | 6     | 1      | 7     | 163:190       | − 27  | 13               |
| 7. | Boucau Tarnos Stade   | 5     | 1      | 8     | 179:241       | − 62  | 11               |
| 8. | Paris Université Club | 0     | 0      | 14    | 113:406       | − 293 | 0                |

|    | Team              | Siege | Unent. | Ndlg. | Spiel- punkte | Diff. | Tabellen- punkte |
| -- | ----------------- | ----- | ------ | ----- | ------------- | ----- | ---------------- |
| 1. | AS Montferrand    | 10    | 1      | 3     | 254:128       | + 126 | 21               |
| 2. | Aviron Bayonnais  | 9     | 0      | 5     | 267:188       | + 79  | 18               |
| 3. | US Tyrosse        | 9     | 0      | 5     | 157:147       | + 10  | 18               |
| 4. | USA Perpignan     | 8     | 0      | 6     | 257:191       | + 66  | 16               |
| 5. | Stade Aurillacois | 7     | 0      | 7     | 215:200       | + 15  | 14               |
| 6. | SC Albi           | 5     | 1      | 8     | 155:227       | − 72  | 11               |
| 7. | Avenir Aturin     | 3     | 3      | 8     | 166:289       | − 123 | 9                |
| 8. | SA Hagetmau       | 2     | 1      | 11    | 125:226       | − 101 | 5                |

Gruppe E
|    | Team               | Siege | Unent. | Ndlg. | Spiel- punkte | Diff. | Tabellen- punkte |
| -- | ------------------ | ----- | ------ | ----- | ------------- | ----- | ---------------- |
| 1. | RC Narbonne        | 11    | 0      | 3     | 322:117       | + 205 | 22               |
| 2. | CA Bègles-Bordeaux | 8     | 2      | 4     | 185:161       | + 24  | 18               |
| 3. | Stade Montois      | 7     | 1      | 6     | 179:200       | − 21  | 15               |
| 4. | Section Paloise    | 7     | 1      | 6     | 154:192       | − 38  | 15               |
| 5. | Biarritz Olympique | 7     | 0      | 7     | 202:149       | + 53  | 14               |
| 6. | RC Nîmes           | 6     | 0      | 8     | 171:193       | − 22  | 12               |
| 7. | US Romans          | 4     | 0      | 10    | 161:262       | − 101 | 8                |
| 8. | US Bressane        | 4     | 0      | 10    | 136:236       | − 100 | 8                |

## Barrage
| Datum         | Begegnung                       | Ergebnis |
| ------------- | ------------------------------- | -------- |
| 8. April 1984 | SC Tulle – Stade Montois        | 16:10    |
| 8. April 1984 | RC Toulon – CA Brive            | 21:09    |
| 8. April 1984 | Section Paloise – USA Perpignan | 10:06    |
| 8. April 1984 | RRC Nice – FC Lourdes           | 11:06    |
| 8. April 1984 | US Tyrosse – Stade Toulousain   | 09:16    |
| 8. April 1984 | RC Hyères – FC Oloron           | 03:06    |

## Finalphase

### Achtelfinale
| Datum                         | Begegnung                                | Hinspiel | Rückspiel | Gesamt |
| ----------------------------- | ---------------------------------------- | -------- | --------- | ------ |
| 15. April 1984 22. April 1984 | SC Tulle – AS Montferrand                | 03:22    | 06:18     | 09:40  |
| 15. April 1984 22. April 1984 | FC Grenoble – RC Toulon                  | 15:03    | 04:06     | 19:09  |
| 15. April 1984 22. April 1984 | Stadocestes Tarbais – CA Bègles-Bordeaux | 13:13    | 16:09     | 29:22  |
| 15. April 1984 22. April 1984 | AS Béziers – Section Paloise             | 22:03    | 00:0      | 22:03  |
| 15. April 1984 22. April 1984 | RC Narbonne – RRC Nice                   | 16:18    | 15:15     | 31:33  |
| 15. April 1984 22. April 1984 | Aviron Bayonnais – US Dax                | 06:19    | 24:22     | 30:41  |
| 15. April 1984 22. April 1984 | SU Agen – Stade Toulousain               | 20:12    | 27:13     | 47:25  |
| 15. April 1984 22. April 1984 | SC Graulhet – FC Oloron                  | 09:03    | 27:10     | 36:13  |

### Viertelfinale
| Datum       | Begegnung                       | Ergebnis |
| ----------- | ------------------------------- | -------- |
| 6. Mai 1984 | AS Montferrand – FC Grenoble    | 12:06    |
| 6. Mai 1984 | Stadoceste Tarbais – AS Béziers | 12:22    |
| 6. Mai 1984 | RRC Nice – US Dax               | 21:13    |
| 6. Mai 1984 | SU Agen – SC Graulhet           | 09:07    |

### Halbfinale
| Datum        | Begegnung                   | Ergebnis |
| ------------ | --------------------------- | -------- |
| 13. Mai 1984 | AS Montferrand – AS Béziers | 04:08    |
| 13. Mai 1984 | RRC Nice – SU Agen          | 14:21    |

### Finale
| 26. Mai 1984 | AS Béziers                                                                             | 21 : 21 n. V.        | SU Agen                                                                                     | Parc des Princes, Paris Zuschauer: 44.076 Schiedsrichter: Jean-Claude Yché |
| 26. Mai 1984 | Versuche: Medina (1) Erhöhungen: Fort (1) Straftritte: Fort (4) Dropgoals: Escande (1) | (9:3, 12:12) Bericht | Versuche: Delbreil (1) Erhöhungen: Viviès (1) Straftritte: Viviès (4) Dropgoals: Delage (1) | Parc des Princes, Paris Zuschauer: 44.076 Schiedsrichter: Jean-Claude Yché |

Die AS Béziers siegte nach der Verlängerung im Penaltyschießen.
Aufstellungen
AS Béziers:

Startaufstellung: Jean-Michel Bagnaud, Philippe Bonhoure, Jean-Marc Cordier, Philippe Escande, Michel Fabre, Patrick Fort, Fabrice Joguet, Pierre Lacans, Jean-Louis Martin, Jean-Paul Medina, Diego Minaro, Michel Palmié, Philippe Vachier, Armand Vaquerin, Jean-Paul Wolff 

Auswechselspieler: Philippe Chamayou, Jean-Jacques Leipp, Albert Lless, Claude Martinez, Jean-Marc Pigeaud, Éric Piazza
SU Agen:

Startaufstellung: Philippe Bérot, Christian Delage, Bernard Delbreil, Daniel Dubroca, Jean-Louis Dupont, Dominique Erbani, Jacques Gratton, Bernard Lavigne, Joël Llop, Philippe Mothe, Patrick Pujade, Bernard Rivière, Philippe Sella, Jean-Louis Tolot, Bernard Viviès 

Auswechselspieler: Paul Bertoni, Michel Capot, Éric Gleyze, Christophe Malbet, Pierre Montlaur, Michel Murat